# Elena Rogožina
Elena Rogožina (in russo Елена Рогожина?; Samara, 28 marzo 1978) è una modella russa, vincitrice del titolo di Miss Europa 1999.

## Biografia
Proveniente da Samara, Yelena Rogozhina era stata eletta Miss Russia 1997 in rappresentanza dell'Oblast' di Samara. Nel 1999 partecipa e vince a Miss Europa, quell'anno svoltosi a Beirut in Libano.